# Kanton Scaër
Der Kanton Scaër war bis 2015 ein französischer Wahlkreis im Arrondissement Quimper, im Département Finistère und in der Region Bretagne; sein Hauptort war Scaër.

## Gemeinden
Der Kanton umfasste drei Gemeinden:
| Gemeinde      | Bretonisch  | Einwohner (2022) | Fläche (km²) | Code postal | Code Insee |
| ------------- | ----------- | ---------------- | ------------ | ----------- | ---------- |
| Querrien      | Kerien      | 1.654            | 54.01        | 29310       | 29230      |
| Saint-Thurien | Sant-Turian | 1.005            | 21.41        | 29380       | 29269      |
| Scaër         | Skaer       | 5.197            | 117.58       | 29390       | 29274      |
| Kanton        | Skaer       | 8100             | 193.00       | -           | 2941       |

## Bevölkerungsentwicklung
| 1962   | 1968   | 1975 | 1982 | 1990 | 1999 | 2006 | 2012 |
| ------ | ------ | ---- | ---- | ---- | ---- | ---- | ---- |
| 10.749 | 10.171 | 9381 | 8652 | 8088 | 7706 | 7651 | 8100 |